# Marshalleilands voetbalelftal (mannen)
Het Marshalleilands voetbalelftal is een team van voetballers dat de Marshalleilanden vertegenwoordigt. De voetbalbond van de Marshalleilanden is niet aangesloten bij de FIFA en de OFC en is dus uitgesloten van deelname aan het Wereldkampioenschap voetbal en de OFC Nations Cup.
De Marshalleilanden was het laatste onafhankelijke land zonder nationaal voetbalelftal. In augustus 2025 werden de eerste interlands gespeeld op de Outrigger Challenge Cup. Dit vriendschappelijke toernooi werd door de Marshalleilandse voetbalbond georganiseerd in Springdale, Arkansas (Verenigde Staten) omdat daar de grootste Marshalleilandse populatie buiten de Marshalleilanden woont. De eerste wedstrijdwerd met 0-4 verloren van de Amerikaanse Maagdeneilanden, de tweede wedstrijd werd met 2-3 verloren van de Turks- en Caicoseilanden.

1 CONCACAF-lid · 2 geassocieerd CAF-lid · 3 geassocieerd OFC-lid · 4 geassocieerd AFC-lid